# Anthrosol
Ne doit pas être confondu avec technosol.

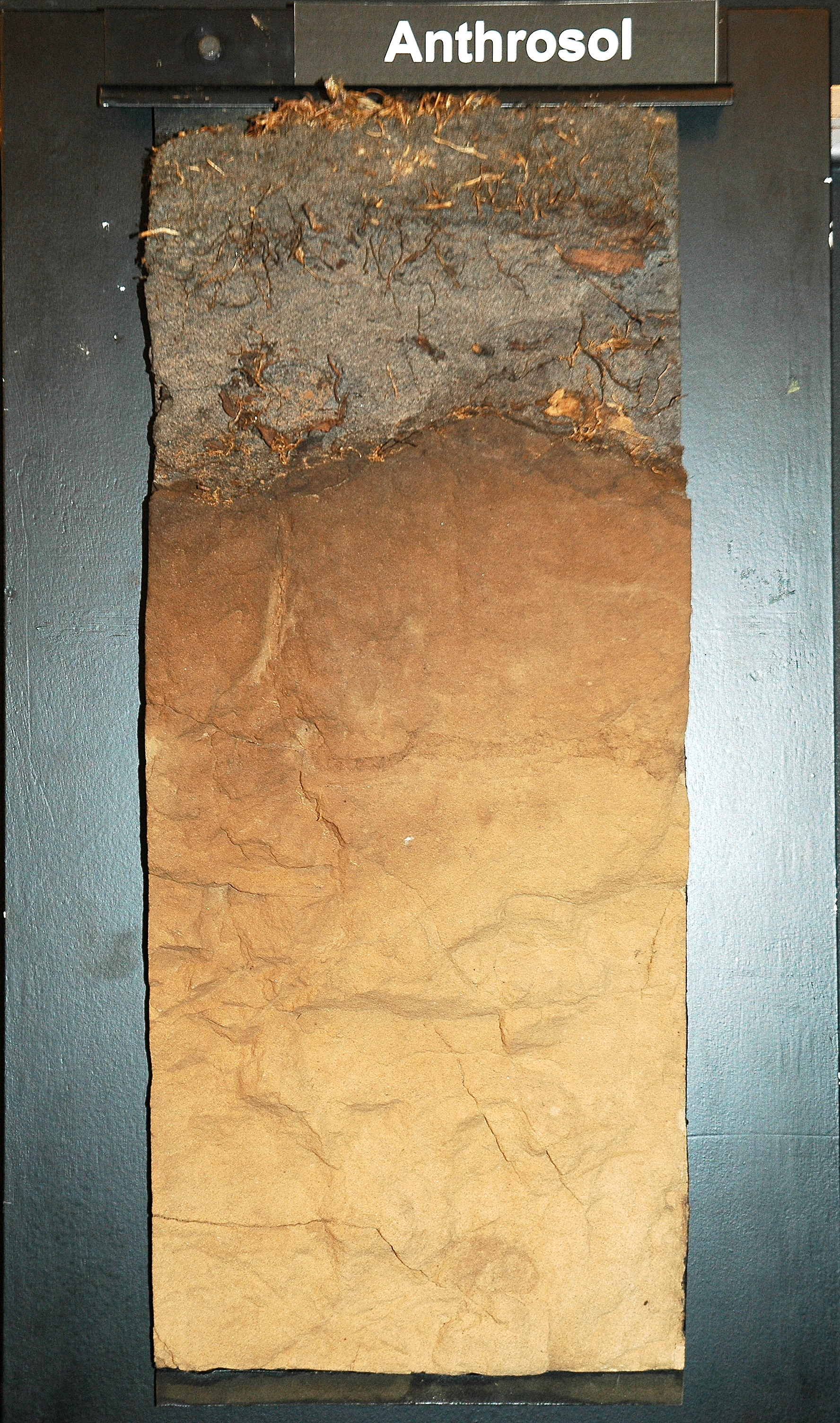
Anthrosol.

Dans la Base de référence mondiale pour les ressources en sols le groupe de référence des Anthrosols (anthroposols dans le référentiel pédologique français) comprend des sols qui ont été formés ou profondément modifiés par les activités humaines telles que l'addition de matières organiques ou de déchets ménagers, l'irrigation ou la culture. Le groupe comprend les sols autrement connus comme plaggen soil, paddy soil, oasis soil et terra preta de índio.
Depuis 2006, la Base de référence mondiale pour les ressources en sols (WRB) établit une distinction entre les technosols, c'est-à-dire les sols contenant de nombreux artefacts, et les anthrosols, c'est-à-dire les sols résultant d'une utilisation agricole prolongée et intensive.

## Répartition
Les anthrosols se trouvent partout où l'humain a vécu pendant de longues périodes. Les anthrosols plaggiques et terriques s'étendent sur plus de 500 000 hectares en Europe du nord-ouest. Les anthrosols irragriques se trouvent dans les zones d'irrigation, dans les régions sèches, par exemple en Mésopotamie et dans certaines parties de l'Inde. Les anthrosols hydragriques (paddy soils) occupent de vastes régions en Chine et dans certaines parties du Sud du Sud-Est de l'Asie (par exemple le Sri Lanka, le Vietnam, la Thaïlande et l'Indonésie). Les anthrosols hortiques se trouvent partout dans le monde où l'homme a fertilisé le sol avec les déchets ménagers et du fumier. La terra preta de índio dans la région amazonienne du Brésil appartient à ce groupe.

## Types d'anthrosols et propriétés
Les anthrosols plaggiques et terriques sont bien drainés à cause de leur horizon-A épais. La plupart des anthrosols irragriques ont une faune de sol active et une bonne porosité. Des marbrures fer-manganèse peuvent être présentes, mais ne sont pas nécessairement une indication de l'insuffisance de drainage interne du sol ; ils pourraient tout aussi bien être causés par une irrigation. Les anthrosols hydragriques possèdent un pan de charrue (plough pan) imperméable artificiel et sont périodiquement inondés dans le cadre du système de culture. Les anthrosols hortiques sont bien drainés, en particulier ceux à proximité des villages qui ont été établis sur des sols élevés ; certains ont été mis au point à partir de sols humides et ont limité le drainage interne.
Les anthrosols plaggiques ont des propriétés physiques favorables (porosité, favorable aux racines, disponibilité en humidité), mais beaucoup montrent des caractéristiques chimiques quelque peu insatisfaisantes (acidité, nutriments). Seigle, avoine, orge, pomme de terre et aussi les plus exigeants, betterave sucrière et blé d'été sont des cultures communes sur les anthrosols plaggiques en Europe. Avant l'avènement des engrais chimiques, les rendements de seigle sur anthrosols plaggiques étaient d'à peine 700 à 1 100 kg par hectare, soit 4 à 5 fois la quantité de semences utilisées. Aujourd'hui, ces sols reçoivent des doses généreuses d'engrais. Le niveau de rendement moyen est de 5 000 kg de seigle par hectare, 4 500 kg d'orge et de 5 500 kg de blé d'été. La betterave sucrière et la pomme de terre produisent 40 à 50 tonnes par hectare. Les anthrosols plaggiques sont de plus en plus utilisés pour la production d'ensilage de maïs et d'herbe ; en Europe, 12 à 13 tonnes d'ensilage de maïs sec par hectare et de 10 à 13 tonnes d'herbe sèche sont considérés comme normaux.